# Операција Коридор (филм)
Операција Коридор је српски документарни филм који приказује јединице Војске Републике Српске током пробоја Коридора живота у љето 1992. године. Филм је дјело режисера Радета Малешевића и Љубомира Паљевића. Иако је снимљен током самог пробоја Коридора живота у љето 1992. године, филм је завршен тек у јуну 1993. године. Занимљив је као историјски документ јер без коментара и уљепшавања приказује кретање јединица Војске Републике Српске на терену.